# Đại hội đại biểu toàn quốc Đảng Dân chủ

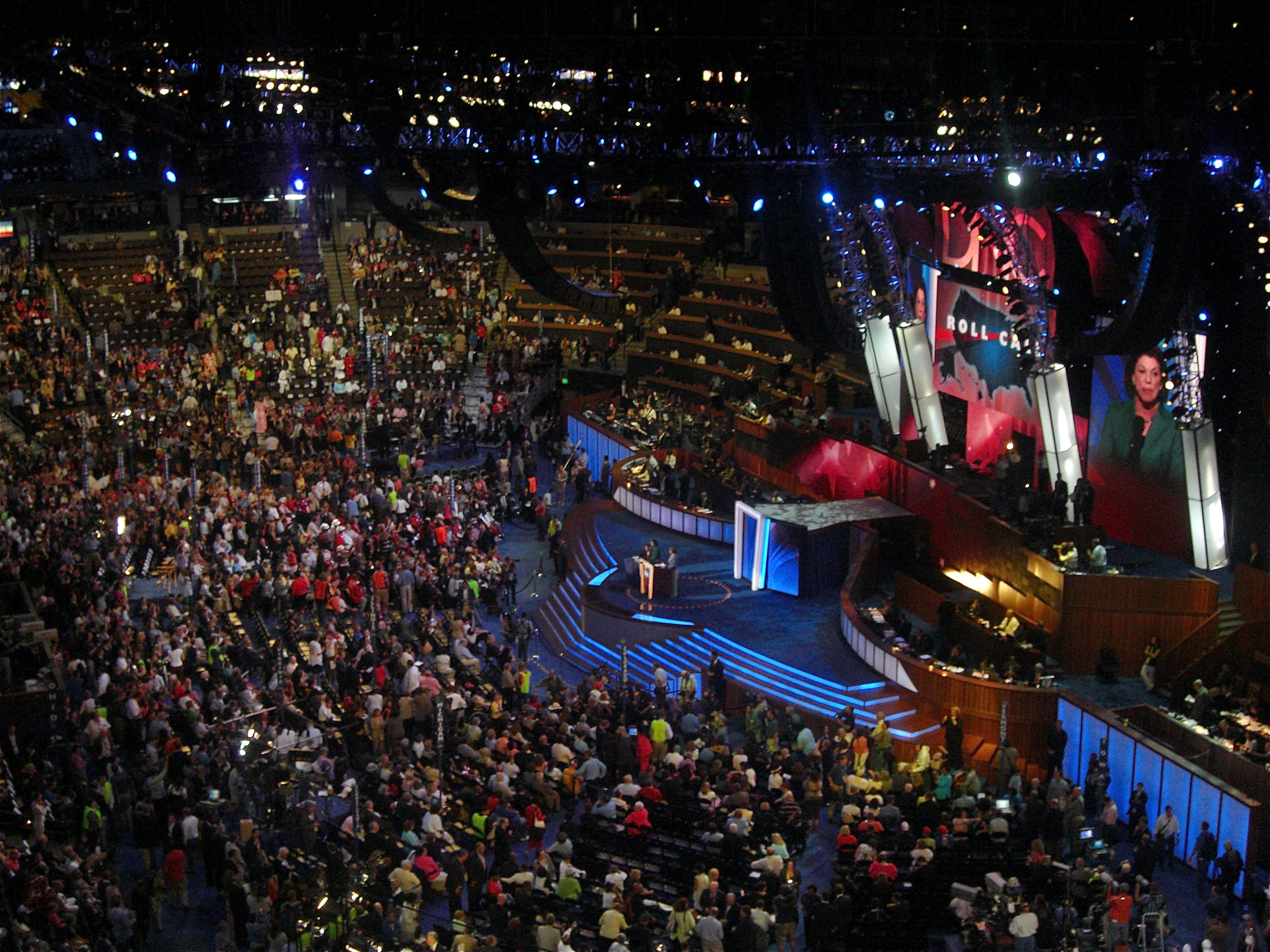
Đại hội đại biểu toàn quốc Đảng Dân chủ năm 2008.

Đại hội đại biểu toàn quốc Đảng Dân chủ (chữ Anh: Democratic National Convention) là đại hội đại biểu của Đảng Dân chủ Hoa Kỳ vì mục đích đề cử tên ứng viên Tổng thống Hoa Kỳ và Phó Tổng thống Hoa Kỳ mà cử hành, bắt đầu thực hiện từ năm 1832 vào khoảng thời gian bầu cử sơ bộ tổng thống của mỗi khoá.
Bắt đầu từ năm 1852, do Uỷ ban Toàn quốc Đảng Dân chủ chủ trì quản lí. Đại biểu Đảng Dân chủ (bao gồm đại biểu tuyên thệ và siêu đại biểu) đến từ các bang và các vùng của Hoa Kỳ bỏ phiếu chọn ra ứng viên tổng thống của Đảng ở trong đại hội. Cùng một hình thức với Đại hội đại biểu toàn quốc Đảng Cộng hoà, việc triệu tập mở kì họp của Đại hội đại biểu toàn quốc Đảng Dân chủ đã đánh dấu kết thúc bầu cử sơ bộ tổng thống, chính thức mở đầu mùa tổng tuyển cử.